# Lat Phrao
Lat Phrao est l’un des 50 khets de Bangkok, Thaïlande.